# Pavlica, Ilirska Bistrica
Pavlica este o localitate din comuna Ilirska Bistrica, Slovenia, cu o populație de 17 locuitori.